# Dan Anyiam Stadium
 (mars 2025).
Le Dan Anyiam Stadium est un stade situé à Owerri, au Nigeria.
D'une capacité de 15 000 places, il accueille principalement les matchs de football du Heartland Football Club évoluant en première division nigériane.

## Histoire
Il a été baptisé ainsi en l'honneur de Daniel Anyiam, premier capitaine de l'histoire de l'équipe du Nigeria de football.